# 西印所町
西印所町（にしいんぞちょう）は、愛知県瀬戸市深川連区の町名。丁番を持たない単独町名である。

## 地理
- 瀬戸市の中央部に位置する[8]。西を上陣屋町、北を暁町、東を東印所町、南を泉町・湯之根町・背戸側町・東安戸町と隣接している[8]。
- 丘陵地で陶土・珪砂の採掘場があり、埋蔵量も豊富[8]。

### 河川
- 陣屋川（瀬戸川支流） ： 町の南西部、印所鉱山内を源流にして、西流している。

- 陣屋川（西印所町内）

### 学区
市立小・中学校に通う場合、学区は以下の通りとなる。また、公立高等学校普通科に通う場合の学区は以下の通りとなる。
| 番・番地等 | 小学校                 | 中学校                 | 高等学校 |
| ---------- | ---------------------- | ---------------------- | -------- |
| 全域       | 瀬戸市立にじの丘小学校 | 瀬戸市立にじの丘中学校 | 尾張学区 |

## 歴史

### 町名の由来
この地は、深川神社から見て鬼門の方向にあたるところから、昔は「因所（）」又は「因幡（）」と呼んでいた。しかし、後になって住民がこの名を嫌い、印所と呼びかえるようになったと伝えられる。

### 沿革
- 1942年（昭和17年）1月9日 - 瀬戸市大字瀬戸字印所の一部により、同市西印所町として成立[2]。

## 世帯数と人口
2025年（令和7年）2月1日現在の世帯数と人口は以下の通りである。
| 町丁     | 世帯数 | 人口  |
| -------- | ------ | ----- |
| 西印所町 | 93世帯 | 201人 |

### 人口の変遷
国勢調査による人口の推移
| 1995年（平成7年）  | 251人 | [ 12 ] |  |
| 2000年（平成12年） | 221人 | [ 13 ] |  |
| 2005年（平成17年） | 211人 | [ 14 ] |  |
| 2010年（平成22年） | 184人 | [ 15 ] |  |
| 2015年（平成27年） | 185人 | [ 16 ] |  |
| 2020年（令和2年）  | 201人 | [ 17 ] |  |

### 世帯数の変遷
国勢調査による世帯数の推移。
| 1995年（平成7年）  | 84世帯 | [ 12 ] |  |
| 2000年（平成12年） | 79世帯 | [ 13 ] |  |
| 2005年（平成17年） | 82世帯 | [ 14 ] |  |
| 2010年（平成22年） | 79世帯 | [ 15 ] |  |
| 2015年（平成27年） | 74世帯 | [ 16 ] |  |
| 2020年（令和2年）  | 83世帯 | [ 17 ] |  |

## 交通

### 鉄道
町内に鉄道は走っていない。最寄り駅は名鉄瀬戸線尾張瀬戸駅になる。

### バス
町内にバスは走っていない。最寄りのバス停は、「しなの線（瀬戸北線）」【1】【1H】【2】【2H】【3】【4】系統、同「本地ヶ原線」【10】系統の瀬戸宮前バス停になる。

### 道路
愛知県道207号定光寺山脇線 ： 町の西端、上陣屋町・東安戸町との町境付近を南北に通っている。
- 愛知県道207号表示（西印所町内）

## 施設
- 愛知県県有林事務所 印所事業所 ： 印所鉱山の経営管理を行っており、本所は尾張旭市の森林公園内にある[18]。
- 愛陶工印所採石場 ： 愛知県陶磁器協同工業組合の陶土事業部門が管轄する採石場[19]。採石場は町内中央部から北西部にかけて広がっており、事務所はかつて本山中学校があった場所に建てられている[注釈 1]。
- 羊歌窯 ： 陶芸家森田洋一氏のアトリエ。陶芸体験では、下絵具で色彩豊かな絵付けを体験できる[21]。

- 愛陶工印所採石場
- 羊歌窯

## その他

### 日本郵便
- 郵便番号 : 489-0079[6]（集配局：瀬戸郵便局[22]）。